# サントメ山
サントメ山（ポルトガル語: Pico de São Tomé）は、サントメ・プリンシペの最高峰。標高2024m。サントメ島の西部に位置し、オボ国立公園に指定されている。南東に国内第二のアナ・チャベス山がある。山容は森に覆われ、徒歩でしか登ることができない。
サントメ島は全体が、大西洋から3000メートル以上隆起した巨大な楯状火山である。カメルーン南西部から大西洋に向かって延びる、カメルーン火山列の一部をなす。過去に噴出した溶岩の大部分は、百万年以上の年月を経て玄武岩になっている。サントメ島で最も新しい岩石は約10万年前のものだが、南東部からはそれよりも若い噴石丘が発見されている。